# Caio Cláudio Canina
Caio Cláudio Canina (em latim: Gaius Claudius Canina) foi um político da gente Cláudia da República Romana, eleito cônsul por duas vezes, em 285 e 273 a.C., com Marco Emílio Lépido e Caio Fábio Dorsuão Licino respectivamente. Foi também censor em 270 a.C. com Tibério Coruncânio.
Não se sabe se deixou descendentes. O tribuno Caio Cláudio, cujo exército conquistou, em 264 a.C., a cidade de Mesana, dando início à Primeira Guerra Púnica, pode ter sido seu filho.

## Primeiro consulado (285 a.C.)
Foi eleito cônsul em 285 a.C. com Marco Emílio Lépido, mas só sabemos disto por causa dos Fastos Consulares. Como a segunda década da história de Lívio se perdeu, não se sabe os feitos de seu consulado.

## Segundo consulado (273 a.C.)
Antes de ser eleito cônsul, comemorou um triunfo, em 17 de fevereiro de 272 a.C., sobre lucanos, samnitas e, provavelmente, brútios. Foi eleito cônsul novamente em 273 a.C., desta vez com Caio Fábio Dorsuão Licino, mas só sabemos disto por causa dos Fastos Consulares. Durante seu mandato, foram fundadas as colônias de Cosa (Ansedônia) e Pesto. Uma expedição romana — composta por Quinto Ogúlnio Galo, Quinto Fábio Máximo Gurges e Numério Fábio Pictor — foi enviada ao faraó do Egito Ptolemeu III, parente e aliado de Pirro de Epiro, que ameaçava intervir contra os interesses romanos no sul da Itália. Quando retornaram, os embaixadores fizeram seu relato ao Senado e devolveram ao Tesouro os presentes que receberam de Ptolemeu. Os senadores, porém, recusaram o nobre gesto e permitiram que eles conservassem a recompensa que receberam.
Dorsuão Licino morreu no cargo, mas não houve eleição de um cônsul sufecto.